# Owari (provincia)

Mappa delle province giapponesi con la provincia di Owari evidenziata

Owari, formalmente scritta come Owari no Kuni (giapponese: 尾張国) fu una provincia del Giappone che è ora la metà occidentale dell'attuale prefettura di Aichi. La sua abbreviazione è Bishu (尾州).
L'antica capitale di Owari era vicina a Inazawa nella parte occidentale della provincia. Due dei più grandi signori della guerra del Giappone del Periodo Sengoku, Oda Nobunaga e Toyotomi Hideyoshi, furono nativi di questa provincia ed Oda possedeva un castello a Kiyosu.
Tokugawa Ieyasu stabilì lo Shogunato Tokugawa con il suo castello a Nagoya e piazzò uno dei suoi figli a capo dell'Han di Owari, il più grande han della famiglia Tokugawa al di fuori dello shogunato stesso.
Nel 1871 quando i domini feudali vennero aboliti e si stabilirono le prefetturee (Haihan Chiken) dopo la Restaurazione Meiji, le province di Owari e Mikawa furono combinate per stabilire la prefettura di Aichi al finire del 1872.